# Račice-Pístovice
Račice-Pístovice est une commune du district de Vyškov, dans la région de Moravie-du-Sud, en République tchèque. Sa population s'élevait à 1 238 habitants en 2020.

## Géographie
Račice-Pístovice se trouve à 9 km à l'ouest du centre de Vyškov, à 22 km à l'est-nord-est de Brno et à 198 km à l'est-sud-est de Prague.
La commune est limitée par Ruprechtov et Ježkovice au nord, par Drnovice à l'est, par Luleč au sud-est, par Nemojany au sud, par Olšany au sud-ouest, et par Hostěnice et Bukovinka au nord-ouest.

## Histoire
La première mention écrite du village date de 1227.

## Patrimoine
- Château de Račice, bâti au XVIe siècle dans un style Renaissance.